# جمال

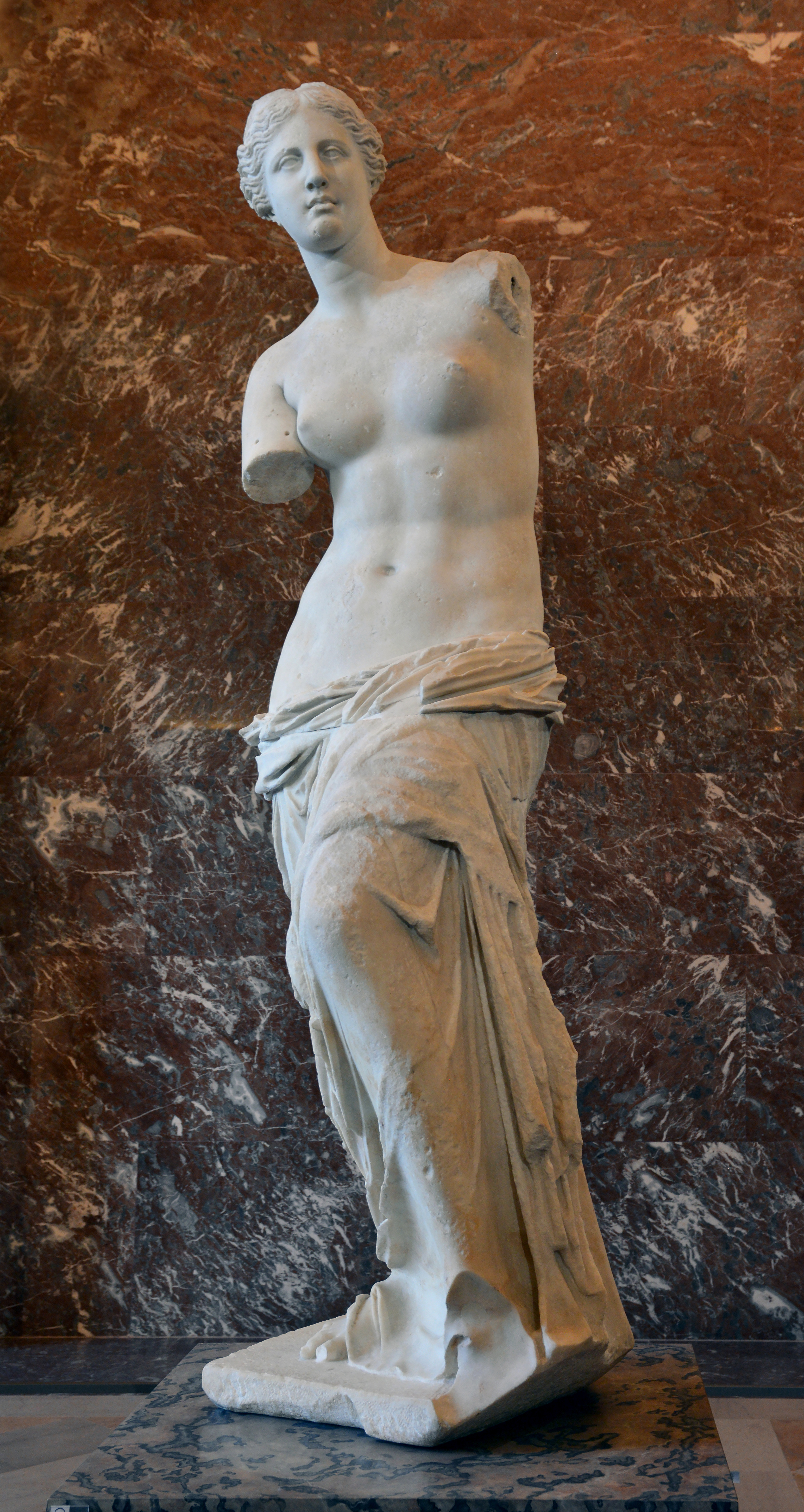
أفروديت آلهة الجمال في الميثولوجيا الإغريقية - فينوس دي ميلو، اللوفر، باريس

الجمال هو قيمة مرتبطة بالغريزة والعاطفة والشعور الإيجابي، وهو يعطي معنىً للأشياء الحيوية، ليس له وحدة قياس فكل إنسان يراه بشكل مختلف. مثل: الخصوبة و‌الصحة و‌السعادة والطيبة و‌الحب و‌الإدراك.
كما أن الجمال يفسر الأشياء وتوازنها وانسجامها مع الطبيعة ويعتمد على تجارب الانجذاب والعاطفة والبهجة في عمق الوعي الحسي، الجمال ينشأ من تجربة صامتة إيجابية.
إن النظريات الحديثة للجمال ترجع مقاييسه إلى أعمال الإغريق الفلسفية قبل فترة سقراط وتربطه بالعلاقة بين علم الرياضيات والجمال، وهذا ما يؤيده بعض الباحثين الجدد.

## أنواع الجمال
الجمال المادي
هو الجمال الحسي المدرَك بحواس الإنسان من جمال في الطبيعة أو البشر أو الأشياء الأخرى التي يمكن رؤيتها والتحقق منها ماديا، وفي تناسق الأشياء وتنظيمها كما يعدها بعض الفلاسفة من أشكال الجمال المادي. كما يعد البعض أن الجمال المادي نسبي، فما يراه البعض جميلا قد يراه البعض الآخر قبيحا وهكذا، لذلك لا يعد الجمال المادي مطلقا، كما يمكن أن يفنى مع تقادم الزمن، لكنه أحيانا قد يرتبط مع الجمال المعنوي.
الجمال المعنوي
يعد الجمال المعنوي ذا معنىً أعمق وأشمل من الجمال المادي وتعدده أكبر فهو يحمل في معانيه معان سامية مثل الأخلاق والقيم والصدق وكثير من الأشياء الأخرى وديمومته أكبر من الجمال المادي البحت، كما يعد الجمال المعنوي مطلقا حيث لا يمكن إنكاره بما يتوافق مع الفطرة الإنسانية الحميدة ولكن رؤيته من زوايا أخرى يجعله يدخل في نطاق النسبية والآراء طبقا للأفكار.

## النسبة الذهبية φ
في الرياضيات، تحقق قيمتان عدديتان النسبة الذهبية إذا كانت النسبة بين هذين العددين 1.6180339887 تقريبا.
لو نُظر إلى مستطيلات مختلفة، لوُجد بعضها أجمل من الآخر. وفي معظم الأحيان تكون نسبة أبعاد هذه المستطيلات بعضها إلى بعض هي نفسها. وتسمى هذه المستطيلات «المستطيلات الذهبية» وخارج قسمة طولها على عرضها يسمى «الرقم الذهبي».
الرقم الذهبي معروف على الأرجح منذ عصور ما قبل التاريخ. فقد استعمله مهندسون وفنانون كثر منذ العصور القديمة. فهرم "خوفو"، المبني في سنة 2800 ق م. تقريبا، يظهر أن مهندسه استعمل الرقم الذهبي وكذلك شأن "البارثينون" بأثينا، الذي تم بناؤه في القرن الخامس ق م وأيضا يوجد في أهرامات الجيزة بمصر. كما يظهر الرقم الذهبي كذلك في ميدان الموسيقى ذلك أن صانع الكمانات الإيطالي «أنتونيو ستراديفاري» (و اشتهر كـ«ستراديفاريوس») استخدم هو الآخر هذا الرقم في صنع كماناته الشهيرة مع نهاية القرن السابع عشر للميلاد.
الرقم الذهبي يوجد في الصناعات الإنسانية والطبيعة لإضافة الجمالية فمثلا هو مستعمل بشكل تقريبي في:
- ملامح وجه الإنسان.
- التحف الفنية الحديثة والقديمة.
- ميدان الموسيقى.
- الشكل الهندسي لنجم البحر الذي يمتاز بشكل خماسي الأضلاع المتداخل.
- شكل قوقعة الحلزون الهندسي.
- أو في زهرة دوار الشمس أو في حراشف الصنوبر («تفاح الصنوبر»).
- ويبدو أيضا أن خارج قسمة الطول الإجمالي لجسم الإنسان على ارتفاع السرة عن الأرض مساوٍ، هو الآخر، للرقم الذهبي.[1]

## وصلات خارجية
- جمال  على موسوعة ستانفورد للفلسفة (بالإنجليزية)
- جمال على موقع مشروع إنديانا لعلم الوجود الفلسفي (بالإنجليزية)